# Linus Airways
Linus Airways era uma companhia aérea regional com sede em Jacarta, Indonésia. Operou em lugares como Pekanbaru, Medã, Semarão, Palimbão, Batam e Bandungue.
O nome da companhia aérea é uma abreviatura de Lintasan Nusantara que em português significa "ponte sobre o arquipélago".

## História
A Linus Airways foi fundada em 2004 e iniciou suas operações em 2008, a companhia aérea iniciou suas operações apenas um mês após o falecimento da Adam Air, que estava fortemente envolvida em corrupção e violação de segurança que causou problemas financeiros e cessou a operação naquele ano devido a muitos acidentes ou incidentes. A Linus iniciou oficialmente a operação de Jacarta a Batam em julho de 2008.
A companhia aérea entrou na Lista de transportadoras aéreas proibidas na União Europeia. A Linus Airways não estava listada em nenhuma categoria pela Autoridade de Aviação Civil da Indonésia para qualidade de segurança da companhia aérea, porque a Linus Airways não estava operando há muito tempo.
Em maio de 2009, a companhia aérea decidiu suspender todas as suas operações devido a problemas financeiros. No mesmo mês, a Megantara Air encerrou as operações.

## Frota

### Frota atual
A frota da Linus Airways consistia nas seguintes aeronaves (Maio de 2009):
| Aeronaves                 | Em Serviço | Ordens | Passageiros | Notas |
| ------------------------- | ---------- | ------ | ----------- | ----- |
| British Aerospace 146-200 | 2          | –      | TBA         |       |
| Total                     | 2          | 0      |             |       |

### Frota Histórica
A frota da Linus Airways também consistiu nas seguintes aeronaves:
| Aeronaves      | Em Serviço | Notas |
| -------------- | ---------- | ----- |
| Boeing 737-200 | 1          |       |
| Total          | 1          |       |